# Grant Shapps
Grant Shapps (nacido el 14 de septiembre de 1968) es un político británico que sirvió como Secretario de Estado de Empresa, Energía y Estrategia Industrial del Reino Unido desde octubre de 2022 a julio de 2024 en el gabinete de  Rishi Sunak. Miembro del Partido Conservador, ha sido miembro de parlamento (MP) por Welwyn Hatfield desde las elecciones generales de 2005 hasta 2024. Sirvió como Presidente del Partido Conservador desde 2012 hasta 2015, y también tenía el título de Ministro sin cartera en la Oficina de Gabinete. El partido pagó su salario.
Se volvió al Parlamento en las elecciones generales de 2010 con una mayoría de 17,423, la cual cayó hasta 7,369 en las elecciones generales de 2017. El 13 de mayo de 2010, se convirtió en Ministro para la Vivienda, las Comunidades y el Gobierno Local; el próximo 9 de junio, Shapps se convirtió en un Consejero Privado del Reino Unido. El 11 de mayo de 2015, se dimitió como jefe del Partido después de su nombramiento como Ministro de Desarrollo Internacional. El 28 de noviembre de 2015, se dimitió de todas sus posiciones ministeriales debido a alegaciones de acoso dentro del Partido Conservador.
Tras las elecciones del 5 de julio de 2024, en las que el Partido Conservador perdió 244 escaños, Shapps fue uno de los políticos que no revalidó su cargo.